# 이자명
이자명(1969년 2월 28일 ~ )은 한국의 여자 성우다. 1997년 투니버스 3기 공채 성우로 데뷔했다.

## 애니메이션
- Go! Go! 다섯 쌍둥이(투니버스) - 진하늘
- 별의 커비(투니버스) - 커비
- 마루코는 아홉살(투니버스, 애니맥스) - 사키
- 명탐정 코난 (투니버스) - 조구천, 지연정, 이영실, 김상희
- 달빛천사(투니버스) - 멜로니
- 괴짜가족(투니버스) - 태지 엄마(오오사와기 준코)
- 레이브(투니버스) - 지노
- 따끈따끈 베이커리 (투니버스) - 신태양
- 블리치 (투니버스) - 쿠로사키 카린
- 선계전 봉신연의 (투니버스) - 호희미
- 배틀짱 (투니버스) - 작은 랑꼬
- 붕붕차차 (대교방송) - 랜디
- 파워 퍼프 걸 (투니버스) - 버블
- 카레이도 스타 (투니버스) - 로제타 파셀
- 엔젤 테일즈 (애니맥스) - 토끼 보라
- 고스트 바둑왕 (투니버스) - 츠츠이 키미히로
- 최유기 리로드 (투니버스) - 금각
- 천지무용 in Love (투니버스) - 료오기
- 투하트 (투니버스) - 레미
- 다!다!다!(투니버스) - 서미래 / 키위 / 강나리
- 난다 난다 니얀다(재능TV) - 리리/ 유령리더
- 신비아파트: 고스트볼X의 탄생(투니버스) - 김민아의 새어머니(4화)
- 레카 삼국지(MBC) - 남화노선 / 손권 / 유협 / 트리미
- 마법의 스테이지 팬시라라(투니버스) - 모그
- 마지노카(애니맥스) - 요시카와 마이카
- 미이라왕 투탕(투니버스) - 클레오 카터
- 세이버 마리오넷 J(애니맥스) - 바이고우 / 티겔
  - 세이버 마이오넷 J to X(애니맥스) - 티겔
  - 세이버 마리오넷 J Again(애니맥스) - 티겔 / 바이코 / 유메지
- 엠마:영국 사랑 이야기(투니버스) - 비비안 존스
- 쾌걸 근육맨 2세 (투니버스) - 알렉산드리아 미트
- 무적코털 보보보 (투니버스) - 뷰티
- 우주인 타로(투니버스) - 고져스벨라
- 피치걸(투니버스) - 아다치 모모
- 한자왕 주몽(MBC) - 소현 / 소서노
- 하얀마음 백구(SBS) - 백구
- 날아라 호빵맨(투니버스) - 버터누나
- 풀 메탈 패닉 후못후(투니버스) - 치도리 카나메
- 쾌걸 조로리 2기(투니버스) - 넬리
- 떴다! 럭키맨(투니버스) - 왕재수(럭키맨)
- 브랏츠 - 밤샘파티 대모험 (투니버스) - 타냐
- 틴 타이탄 (SBS)
- 무지개요정 통통 (KBS)
- 마리와 강아지 이야기 (투니버스) - 사에코
- 미호 이야기 (투니버스) - 일호
- 말하는 강아지 마사 (투니버스) - 마사
- 파딩숲 친구들의 모험 (투니버스) - 올빼미
- 우주에서 온 모자코 (투니버스) - 모자르
- 출동! 메가트레인 (투니버스) - 쓩쓩이 / 칙칙이
- 나의 파트라슈 (투니버스) - 아로아
- 금붕어 주의보 (애니원) - 문태 / 지혜 / 돼지 / 경주
- 코지 코지 (애니맥스) - 무무
- 그녀는 매직걸 (애니맥스) - 요시카와 마이카
- 세이버 마리오넷 R (애니맥스)
- 철인버디 (애니맥스) - 나츠미
- 이야기 극장 - 헬로 키티와 친구들 (애니맥스) - 마이멜로디
- 로봇전사 감마 (투니버스) - 현승우
- Happy birthday to China (투니버스)
- 초광속 그랜돌 (투니버스) - 샛별
- 초기동전설 다이나기가 (투니버스)
- 명탐정 코난 (투니버스) - 구애실, 주아란(5기 21화)
- 이트맨 (투니버스)
- 이트맨 98 (투니버스) - 지나
- 황당용사 욜라세다 (투니버스) - 단델리온
- 체포하겠어 (투니버스)
- 극장판 올림포스 가디언 기간테스 대역습 - 데메테르, 시드
- 나루토 (투니버스) - 시즈네
  - 나루토 질풍전 (투니버스) - 시즈네
- 탐정학원 Q (투니버스) - 혼다
- 사무라이 참프루 (투니버스) - 코자
- 몬스터 (투니버스) - 로테
- 메르헤븐 (투니버스) - 파노
- 레인 (투니버스) - 쥬리
- 졸업 (투니버스) - 교사
- 멜티랜서 (투니버스) - 안젤라
- 기갑전사 걸키버 (투니버스) - 옆집 아줌마
- 아미테이지 더 서드 (투니버스)
- 바이스 크로이츠 (투니버스) - 장미 / 에스체트 총수2
- 거울요정 라라 (투니버스) - 라라
- 자니 브라보 (투니버스)
- 꼬마돼지 위블리 (EBS) - 위블리
- 신혼합체 고단나 (MBC 무비스) - 모모
- 나루토 질풍전 극장판(인연) - 숙명의 재회 (투니버스) - 시즈네
- 나루토 SD - 록 리의 청춘 닌자전 (투니버스) - 시즈네
- 웨딩피치 (투니버스) - 깨비
- 흑마녀 나가신다 (투니버스)
- 아스타를 향해 차구차구 (KBS) - 민우
- 베리 VS 프라이미벌 (카툰네트워크) - 견희
- 베리와 핑크팬더 (재능TV) - 견희
- 베리와 아카메 (재능TV) - 견희

## 영화
- 더 헌팅 (SBS)
- 미스 에이전트 (SBS) - 카렌(멜리사 드 수사)
- 캐치 미 이프 유 캔 (SBS) - 스튜어디스(엘런 폼페오) / 은행 직원(켈리 허친슨)

## 게임
- 센티멘탈 그래피티 - 나가쿠라 에미루
- 두근두근 메모리얼 - 나지노 사키
- 진삼국무쌍3 - 견희
- 진삼국무쌍4 - 견희
- 무쌍 오로치 3 - 악마뱀의 저주 - 견희
- 베리의 진화 (닌텐도 스위치) - 견희
- 봉신연의2 (PS2) - 등선옥 / 영보천존
- 미소녀 닌자 모험기 - 가노
- 창세기외전2 - 리나 맥로레인
- 창세기전3 - 알 아샤
- 쿠키런: 킹덤 - 커스터드 3세맛 쿠키